# テツヤ (企業)
テツヤ（てつや）は、北海道札幌市に本社を構える物流・搬送関連機器等の製造企業である。

## 概要
1929年(昭和4年)、小樽市においてリヤカー類・自転車や自転車部品の製造・販売を行う企業として創業した。昭和中期にはリヤカー製造の技術（パイプ・薄物製缶・板金技術など）を活用し各種運搬車輌の製造を開始した。さらにはコンベヤーやリフト等の荷役運搬機器の製造も手掛けるようになる。
1969年(昭和44年)には、本社を札幌市へ移転した。なお現在も小樽市内に事業所がある。
1994年（平成9年）に新社屋を建設、社名を現在のものに変更した。

## 取扱品目
小型産業車両
ハンドトラック、ホテル・レストランワゴン、構内用トレーラー、無人運搬車、キャスター、ハンドリフト・トラック、リフト付台車、電動運搬車、タイヤ各種
自動搬送システム
コンベヤー（ベルト、ローラー、チェーン、スクリュウ、バケット）、垂直運搬システム（パレット、ケース）、自動仕分けシステム
保管システム設備機器
ラック（ビル型、回転棚、コンパクト型自動倉庫）、パレット（木、プラスチック、ボックスパレット）、パレタイザー・デパレタイザー
昇降機器、その他関連機器
ドッグシェルター、ドッグボード、テーブルリフター、貨物エレベーター、ホイスト・クレーン、ビニールシャッター、脚立・ハシゴ
生産工場設備機器
電子部品製造工場設備機器、自動車部品製造工場設備機器、各種食品工場設備機器、ガラス工場設備機器
この他にも、発泡スチロールごみ容器の簡易圧縮機や熱風乾燥機などがある。